# ハイマックス
株式会社ハイマックス（英: HIMACS, Ltd.）は、横浜市中区にあるシステムインテグレーター（独立系）。東京証券取引所スタンダード市場上場企業。
創業者が日立製作所出身であり、同社の文化が色濃い社風である。
なお、精密溶接・精密接合・抵抗溶接の同名の企業（1994年設立）が東京都目黒区にあるが一切関係ない。

## 沿革
- 1976年（昭和51年） 株式会社ハイマックシステムズ設立。
- 1991年（平成3年） 現在の社名に変更。
- 1997年（平成9年） 株式会社エスビーエス設立。
- 2001年（平成13年） 株式を店頭公開。
- 2004年（平成16年） 東京証券取引所第2部上場。
- 2012年（平成24年） 本社機能を除く事業部門を、横浜みなとみらい地区のクイーンズタワーに集約。
- 2015年（平成27年） 東京証券取引所第1部に指定替え。
- 2023年（令和5年） 東京証券取引所スタンダード市場へ市場変更。